# 紅いハヤテ
『紅いハヤテ』（あかいハヤテ）は、南町奉行所が制作したOVA。1991年にリリースされた『レンタマン』に収録されたものが初出であり、翌1992年からVHS・LDが順次発売された。

## ストーリー
日本の歴史を陰で司ってきた暗殺集団死殻衆の総帥・鹿沼鍛造が、息子のハヤテによって暗殺された。ハヤテは無実を訴えるが聞き入れられず、妹詩織と仲間たちと共に死殻衆を抜けるが、死殻衆の追撃を受けハヤテは瀕死の重傷を負ってしまった。ハヤテは死ぬ間際、詩織の身体に自分の精神を移し彼女の身体で生き続けることになる。しかし、それは同時に詩織の精神を侵食する危険な行為でもあった。ハヤテは詩織の精神を侵食し尽くす前に、自分の無実を明かそうとする。
一方、死殻衆の乗っ取りを企む幻舞は詩織の命を狙うと同時に、ハヤテの仲間珠里の率いる南総派と、一角の抹殺を図っていた。珠里は生き残った南総派の仲間と共に幻舞に奇襲を掛けようとするが、幻舞に付く雅との戦闘によって重傷を負ってしまい、南総派は壊滅してしまう。南総派を一掃した幻舞は、「和解」と称して一角を本殿に招き殺そうと画策し、一角もまた幻舞との決着を着けるため本殿に乗り込んだ。また、話を聞き付けた詩織と珠里も本殿に向かう。

## 登場人物
鹿沼 疾風（かぬま ハヤテ）
声 - 井上和彦
鹿沼鍛造（声 - 江原正士）の息子で、死殻六人衆の一人。父親殺しの濡れ衣を着せられ死殻衆を抜けるが、実綱の追撃を受け死亡する。
詩織を追撃から守るために、精神を彼女に移す。本殿の戦闘で幻舞を倒した後は、詩織の精神を守るために自分の精神を封印する。
鹿沼 詩織（かぬま しおり）
声 - 玉川紗己子
ハヤテの妹。兄と共に死殻衆を抜け、兄の精神の受け皿となる。
伊達 一角（だて いっかく）
声 - 矢尾一樹
ハヤテの親友で、死殻六人衆の一人。ハヤテと共に死殻衆を抜ける。
争いを好まず、憎しみに囚われる雅を説得しようと奔走する。
里見 珠里（さとみ しゅり）
声 - 郷田ほづみ
ハヤテの親友で、死殻六人衆の一人。ハヤテと共に死殻衆を抜ける。
玲子を殺した雅に復讐するため本殿に乗り込み、雅を道連れに爆死する。
鞍馬 幻舞（くらま げんぶ）
声 - 柏倉つとむ
死殻六人衆の一人。死殻衆の乗っ取りを企み、ハヤテに術をかけ鍛造殺しを策謀する。
芹沢 雅（せりざわ みやび）
声 - 永山あけみ
死殻六人衆の一人。父を鍛造に殺された（任務を失敗し、自殺を命じられた）ことから鹿沼家を憎んでおり、そこを幻舞に付け込まれ、彼の言いなりになっている。
黒田 実綱（くろだ さねつな）
声 - 梁田清之
死殻六人衆の一人。死殻衆を抜けたハヤテを追撃し致命傷を与える。続けて詩織の命を狙うが、彼女に精神を移したハヤテに倒される。
蘭王帝（らんおうてい）
声 - 上田敏也
鍛造の側近。幻舞の傀儡。南総派が一掃された後に、陰謀の首謀者に仕立て上げられ、幻舞に殺される。
天童 武明（てんどう たけあき）
声 - 玄田哲章
元死殻衆指南役。娘の奈美子（声 - 深雪さなえ）と暮らしている。任務に失敗したため役を解かれ冷遇されている。
指南役に復帰するため一角に勝負を挑むが、隙を突かれ倒される。
長瀬 ジュン（ながせ ジュン）
声 - 関俊彦
詩織を助けた新人ボクサー。詩織に好意を抱いていた。
四ツ星 玲子（よつぼし れいこ）
声 - 篠原恵美
闇内閣を構成する四ツ星グループの会長令嬢。珠里に好意を抱いており、彼に協力していた。
雅に術をかけられ、珠里を道連れに自爆させられる。

## 用語
死殻衆（しのがらしゅう）
要人暗殺など、日本の影の部分を司ってきた暗殺集団。本殿は富士山麓の地下にある。任務を失敗した場合には軽くて役職解任、任務の重要度によっては自殺を強いられる。
死殻六人衆（しのがらろくにんしゅう）
死殻衆の中でも鎧影を使うことが出来る六人の総称。
南総派（なんそうは）
死殻衆の派閥の一つ。北関東を拠点とし、珠里が束ねている。幻舞の指示を受けた雅によって壊滅させられる。
京都派（きょうとは）
死殻衆の派閥の一つ。関西を拠点としている。雅の父が束ねていたが、彼の死後は幻舞が取り仕切っている。
鎧影（がいえい）
死殻六人衆が使う鎧。自分の影を鎧に変え武器として使うが、基礎が影であるため暗闇では使うことが出来ない。また、本殿で使用するとパワーが異常に増幅され、制御出来なくなる。
闇内閣（やみないかく）
明治時代以降、日本を操ってきた大企業の連合体。死殻衆とは協力関係にあり、資金提供を行っている。死殻衆の内乱に巻き込まれ、事実上壊滅する。

## スタッフ
- 企画製作 - 吉田尚剛、布川ゆうじ、永井隆
- プロデューサー - 永井謙次、梅崎浩志、中村嘉男、井上徹、佐藤克則
- 監督 - つるやまおさむ
- 原作・脚本 - 山崎理
- キャラクターデザイン・作画監督 - 佐藤千春
- 鎧影デザイン - 大畑晃一
- 絵コンテ - 大張正己（第1話）、古橋一浩（第2話）、つるやまおさむ（第3話、第4話）、大畑晃一（第4話）
- 美術監督 - 佐藤正浩
- 撮影監督 - 安津畑隆
- 音響監督 - 藤山房伸
- 色彩設定・色設定 - 土居まなみ、児玉尚子
- 背景 - 佐藤正浩、吉田昇、佐藤正則、WONプロダクション
- 編集 - 掛須秀一、関一彦、船見康恵
- 録音 - 平野廷平、小管康夫、栗野裕子
- 効果 - 佐々木純一
- 音楽 - 工藤隆
- 音楽制作 - ユーメックス
- キャスティング協力 - 81プロデュース
- アニメーション制作 - 南町奉行所
- 制作協力 - スタジオ・えっぐ、東京キッズ、スタジオMARCH、星山企画、HANAプロダクション、漢榮動画
- 製作 - ダイナミック企画、スタジオぴえろ、創映新社、ネクスタート、ポニーキャニオン

## 主題歌
第1話 - 第3話主題歌「幻想地帯」
作詞 - 安藤芳彦 / 作曲・編曲 - 工藤隆 / 歌 - 石原慎一
第4話主題歌「Silent Night-白い雪の中で-」
作詞 - 山崎理 / 作曲・編曲 - 工藤隆 / 歌 - 新居昭乃

## 漫画版
井潤千代美によって漫画化され、『サスペリア』で連載された。
書誌情報
- 紅いハヤテ 変身転生伝奇編 1991年9月30日発売 ISBN 978-4-25-312766-0